# السموأل بن يحيى المغربي
شموائيل بن يهوذا بن آبونحيث وبعد تحوله للإسلام السموأل بن يحيى بن عباس وهو معروف باسم السموأل المغربي، (1130 فاس – 1180 مراغة) هو عالم في الرياضيات ومهندس وطبيب مسلم، من عائلة يهودية ووالده حاخام كبير في المغرب، انتقل مع أسرته من فاس إلى بغداد لفترة ثم انتقل لبلاد فارس، اعتنق الإسلام سنة 1163 بعد أن رأى حلما يأمره بذلك. وتوفي في مراغة.

## نشأته
هذا ما رواه السموأل عن مولده، وحملت به أمه وأسمته كما نذرت وكنّاه أبوه أبا النصر، وكان وحيد والديه، وكان أبوه من كبار علماء الرياضيات بين الطائفة اليهودية في المغرب، الذي ما زال اليهود الشرقيون يرددون قصيدته عن تضحية إبراهيم بابنه في عيد رأس السنة اليهودي، وقد اهتم بولده الوحيد وأحسن تربيته وتعليمه. ودرس اللغة العبرية والتوراة وعلوم الطب والجبر والهندسة والحساب، وما زال يذكر في المراجع الغربية بسبب اكتشافاته في الجبر. يقول السموأل حول تعليمه: 

### الانتقال إلى بغداد
ترعرع السموأل في فاس، حيث قام والده بتدريسه الرياضيات ومبادئ اليهودية . ثم ما لبث أن انتقلت الأسرة مع الوالد وابنه السموأل من فاس إلى الشطر الشرقي من الدولة الإسلامية، وسكنوا ببغداد التي كانت مركز الحضارة الإسلامية لفترة زمنية طويلة.
في بغداد، عكف السموأل على دراسة كتاب الأصول لإقليدس، كذلك في دراسة الجبر لأبي كامل شجاع، والجبر للكرجي حتى بدأ يُكَوّن آراءَه الخاصة في الرياضيات وهو في سن الثامنة عشر من عمره. وبدأ تأليف كتابه الشهير «الباهر في الجبر» وهو في سن التاسعة عشر من عمره.

### الاستقرار في مراغة وإسلامه
لكن استقرار أسرته في بغداد لم يطُلْ كثيراً، إذ انتقلت الأسرة إلى مراغة ببلاد فارس حيث قضى السموأل بقية عمره فيها. وكانت مراغة آنذاك قد تبوأت مركزا علميا ينافس بغداد في ذلك الوقت. وما أن استقر فيها حتى بدأ في التأليف والإنتاج العلمي وتعمق في دراسة الشريعة الإسلامية، فاقتنع أن الدين الإسلامي يتوافق مع الحياة القويمة التي يبحث عنها أهل العقول الراجحة.
لما تيقن السموأل من حقيقة إيمانه أشهر إسلامه عام 558 هـ / 1163م بمراغة، بعد أن رأى حلماً في منامه، وصار حجة يدافع عن الإسلام، ويظهر عيوب اليهودية، وذلك بقدرته الفائقة على المقارنة المنطقية بين الإسلام واليهودية.
اقتنع السموأل بالإسلام، وتأثر بسيرة الرسول محمد وغزوات الإسلام التي رآها نصرا وتأييدا إلهيا، ووجد أن التوراة أيضا تشير لنبوة المصطفى. ويعد كتابه مرجعا مهما لتاريخ القرن السادس الهجري - الثاني عشر الميلادي، فقد كان معاصرا لأكبر حبر يهودي (ابن ميمون) والذي ألمح لكتاب السموأل في رسالته ليهود اليمن، ولكن اليهود تجاهلوا كتابه ولم يردوا عليه. يبرهن السموأل في كتابه أن النسخ قد حدث في التوراة، وأنها ليست من تأليف النبي موسى، وعلى هذا يجب ذكره في تاريخ نقد التوراة، ويذكر البشارات بخاتم النبيين ويقص علينا ما يعتقده اليهود في عيسى ومحمد والإسلام. وقد اعتمد على كتابه بعض النصارى الأوروبيين في القرون الوسطى للرد على اليهود.
وأشار اليه ابن القيم في عديد من كتبه، وأخذ عنه الكثير في الرد على اليهود، بل ونقل منه نصًا.

### السموأل العالم
يروي السموأل أن أول ما جذبه في سنين الطلب الأولى التاريخُ القديم ثم درس دواوين كبار الشعراء كديوان عنترة ثم درس التاريخ الإسلامي فطالع كتب ابن مسكويه وكتب الطبري وغيرها، وقد أكسبه درس الشعر والتاريخ فصاحة في لسانه عرفها له مقربوه، يقول شموائيل عن ذلك: 
عرف السموأل أنه من العلماء الموسوعيين لسعة اطلاعه، فلم يكن من الذين يقصرون جهودهم على الموضوع الواحد ولا يقنعهم التخصص الضيق بل اجتهد في كافة العلوم. ولقد أحاط بالعلوم الرياضية في عصره حتى صار حجة عصره في علمي الجبر والحساب. كما درس الطب على يد ابن ملكا البغدادي حتى أصبح طبيبا ماهرا.
ولقد طور السموأل المغربي الطريقة التحليلية في علم الجبر، واستطاع وبكل جدارة أن يوسع مفهوم العدد بمحاولات غير مباشرة. لذا فالسموأل الذي بلور فكرة استقلال العمليات الجبرية عن التمثيل والتصور الهندسي الذي كان سائدا في ذلك الوقت تلك الفكرة مهدت لاكتشاف الجبر الحديث، في وقت كان أكثر العلماء في الرياضيات يهتمون بالحلول الهندسية لمعظم المسائل الجبرية.

## مؤلفاته
كان السموأل من العلماء المنتجين الذين خلفوا وراءهم مصنفات كثيرة بلغت 85 مصنفا ما بين كتاب ورسالة ومقالة في شتى المجالات منها:
- المعتبر الأوسط في الطب أو المفيد الأوسط في الطب
- المثلث القائم الزاوية
- القوا في الحساب الهندي
- الباهر في الرياضيات
- رسالة إلى ابن خدّود في مسائل حسابية [5]
- إعجاز المهندسين
- الموجز في الحساب
- كتاب في المياه
- بذل المجهود في إفحام اليهود
- غاية المقصود في الرد على النصارى واليهود.
- «إسلام السموأل بن يحيى المغربي واقتصاص رؤياه النبي عليه الصلاة والسلام»

## روابط خارجية
- السموأل المغربي
- كتاب إفحام اليهود
- قصة إسلام السموأل
- السموأل المغربي